# Chrysler-Motoren
Dieser Artikel behandelt Motoren, die in Fahrzeugen des US-amerikanischen Automobilherstellers Chrysler und weiterer zu Chrysler gehörenden Marken wie Dodge oder Plymouth eingesetzt wurden.

## Flathead
Erstes Modell der neu gegründeten Chrysler Motor Corporation war der Chrysler B-70. Dieser wurde angetrieben von einem 3,3-Liter-Reihenmotor mit sechs Zylindern. Dieser Motor legte die Grundlage für eine Motorenfamilie aus Vier-, Sechs- und Achtzylindermotoren mit bis zu 6,3 Litern Hubraum. Der Name Flathead stammt von der verwendeten SV-Ventilsteuerung, die für einen flachen Zylinderkopf sorgte. Diese leistungshemmende Ventilsteuerung und die große Baulänge der Reihenmotoren sorgte dafür, dass bald nach dem Zweiten Weltkrieg Nachfolgemodelle entwickelt wurden. Dennoch wurde der Flathead noch bis 1960 in diversen Modellen eingesetzt.

## Slant-Six
Der Name Slant-Six (Schräg-Sechs) setzt sich zusammen aus der Anzahl der Zylinder (sechs), sowie der Einbauform des Motors. Um unter der kleinen, flachen Motorhaube des Plymouth Valiant ausreichend Platz zu finden wurde der Motor um 30° zur Seite geneigt eingebaut mit der Wasserpumpe seitlich statt vorne angeflanscht. Ein positiver Nebeneffekt dieser Maßnahme war, dass die Krümmer aufgrund des größeren Platzangebots besser dimensioniert werden konnten.
Da es sich um einen Motor mit Gegenstromzylinderkopf handelt, befinden sich Ansaugstutzen und Abgaskrümmer auf derselben Seite des Motors. Diese Bauform eignet sich zwar nicht für besonders hohe Leistung, doch dafür erwies sich der Slant-Six als außerordentlich zuverlässig und erwarb sich den Ruf der Unzerstörbarkeit. Einige Motoren wurden aus Aluminium gegossen, doch diese Episode dauerte nur kurz an, der Großteil bestand aus Grauguss.

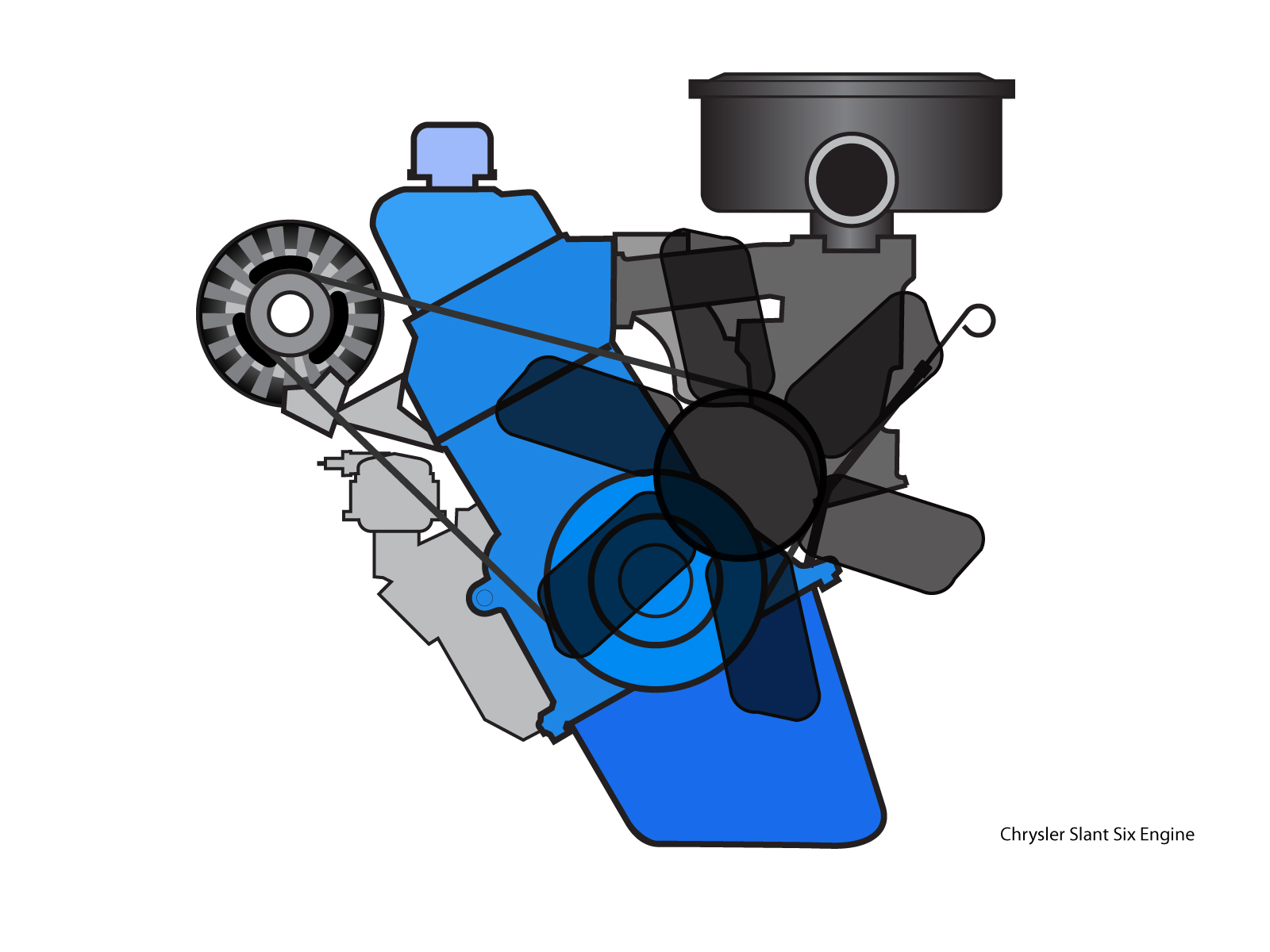
Von vorne ist die Schrägstellung gut sichtbar

Der Motor wurde von 1959 bis 1978 in PKW von Chrysler verbaut, in Nutzfahrzeugen wie dem Dodge Ram sogar bis 1987.
| Bauart                 | Hubraum                        | Bohrung × Hub                     | Bauzeit   |
| ---------------------- | ------------------------------ | --------------------------------- | --------- |
| Reihenmotor 6 Zylinder | 170 Kubikzoll (CID) (2790 cm³) | 3.40 × 3.125 in (86,4 × 79,4 mm)  | 1960–1969 |
| Reihenmotor 6 Zylinder | 198 CID (3249 cm³)             | 3.40 × 3.64 in (86,4 × 92,5 mm)   | 1970–1974 |
| Reihenmotor 6 Zylinder | 225 CID (3682 cm³)             | 3.40 × 4.125 in (86,4 × 104,8 mm) | 1960–1978 |

## Vierzylinder

### K-Serie
Infolge der Ölkrisen 1973 und 1979 nahm das Interesse der amerikanischen Kunden an Autos mit großvolumigen V8-Motoren stark ab. Diese Entwicklung kam vor allem den japanischen Autoherstellern zugute, die in großen Mengen Kompaktwagen in die USA importierten. Um dem eigene Produkte entgegensetzen zu können, entwickelte Chrysler neue Automobile der K-Plattform und dazugehörige, gleichnamige Vierzylindermotoren.
Die neuen Motoren teilten zwar einige Merkmale mit den Slant-Six-Motoren, allerdings keinerlei gemeinsame Teile. Mit der K-Serie baute Chrysler erstmal Motoren unter Verwendung des Metrischen Systems. Der zunächst verwendete Vergaser wurde möglichst weit hinten am Motor eingebaut um die Sicherheit bei einem Unfall zu erhöhen. Ab 1984 wurde optional eine Benzineinspritzung angeboten, ab 1987 war sie serienmäßig.
Ursprünglich war ein 2-Liter-Motor geplant, doch im Zuge der Entwicklung wurde deutlich, dass mehr Leistung notwendig war um die Autos der K-Plattform für den amerikanischen Geschmack ausreichend stark zu motorisieren. Für eine Variante mit noch mehr Hubraum, den 2,5 Liter, wurde der gleiche Zylinderkopf verwendet, doch der Motorblock musste höher gebaut werden. Ab 1989 wechselten beide Antriebsoptionen auf einen neuen „common block“ (gemeinsamen Block). Beide Hubraumvarianten wurden auch mit Turboaufladung gebaut. 1994 war das letzte Jahr der K-Serie, die von neueren Vierzylindern abgelöst wurde.
| Bauart                 | Hubraum        | Bohrung × Hub | Bauzeit   |
| ---------------------- | -------------- | ------------- | --------- |
| Reihenmotor 4-Zylinder | 2.2 (2213 cm³) | 87,5 × 92 mm  | 1981–1994 |
| Reihenmotor 4-Zylinder | 2.5 (2501 cm³) | 87,5 × 104 mm | 1986–1994 |

### Neon
Mit der Nachfolge der K-Plattform durch den Chrysler Neon wurden auch die Motoren der K-Serie abgelöst. Die neue Neon-Serie teilt sich mit den Vorgängern Designmerkmale wie den Grauguss-Zylinderblock oder den Bohrungsdurchmesser, doch viele Elemente wurden stark verändert. So hat der Neon vier Ventile je Zylinder, die je nach Version von einer oder zwei Nockenwellen gesteuert werden. Der Neon-Motor diente auch als Basis für die Tritec-Motorkooperation mit BMW-Mini. Er wurde abgelöst durch den World Gasoline Engine.
| Bauart                 | Hubraum        | Bohrung × Hub | Bauzeit   |
| ---------------------- | -------------- | ------------- | --------- |
| Reihenmotor 4-Zylinder | 1.8 (1796 cm³) | 83 × 83 mm    | 1997–1999 |
| Reihenmotor 4-Zylinder | 2.0 (1996 cm³) | 87,5 × 83 mm  | 1995–2005 |
| Reihenmotor 4-Zylinder | 2.4 (2429 cm³) | 87,5 × 101 mm | 1995–2010 |

### World Gasoline Engine
Der aktuelle Chrysler Vierzylinder.
| Bauart                 | Hubraum        | Bohrung × Hub | Bauzeit   |
| ---------------------- | -------------- | ------------- | --------- |
| Reihenmotor 4-Zylinder | 1.8 (1798 cm³) | 86 × 77,4 mm  | 2007–2009 |
| Reihenmotor 4-Zylinder | 2.0 (1998 cm³) | 86 × 86 mm    | seit 2007 |
| Reihenmotor 4-Zylinder | 2.4 (2360 cm³) | 88 × 97 mm    | seit 2007 |

## V6-Motoren
Chrysler hatte bereits 1987 durch Abwandlung der Smallblock-V8 der LA-Serie einen ersten V6-Motor gebaut. Nach gleichem Vorbild entstanden weitere V6 der Magnum- und der PowerTech-Serie. Außerdem wurden auch eigenständige Motorenfamilien entworfen.

### 3.3 & 3.8
Zwischen 1990 und 2011 baute Chrysler zwei verschiedene V6-Motoren für den Quereinbau. Es waren die ersten dafür von Chrysler selbst entwickelten V6-Motoren. Diese Motoren hatten noch auf eine zentrale Nockenwelle mit zwei Ventilen pro Zylinder. Der Zylinderkopf war aus Aluminium, der Motorblock dagegen aus Grauguss. Mit 60° Zylinderbankwinkel waren diese Motoren schmal genug um auch in Chryslers Minivans mit Vorderradantrieb Platz zu finden, wo sie über die gesamte Bauzeit verwendet wurden.
| Bauart   | Hubraum        | Bohrung × Hub | Bauzeit   |
| -------- | -------------- | ------------- | --------- |
| V6-Motor | 3.3 (3301 cm³) | 93 × 81 mm    | 1990–2010 |
| V6-Motor | 3.8 (3778 cm³) | 96 × 87 mm    | 1991–2011 |

### LH-Serie
Ab 1993 wurden auf Basis der 3.3 & 3.8 neue V6-Motoren mit obenliegenden Nockenwellen entwickelt. Diese Motorenfamilie wird auch LH-Serie genannt. Um Kosten zu sparen, hatten die Motoren trotz vier Ventilen pro Zylinder nur eine einzelne Nockenwelle pro Zylinderbank. Zwar wurde wie bisher ein Grauguss-Motorblock mit einer Bohrung von 96 mm verwendet, doch durch die weitreichenden Änderungen ist das einzige gemeinsame Teil mit den 3.3 & 3.8-Motoren die Ölwanne. Ab 1999 wurden alle Motoren mit einem Aluminium-Motorblock gebaut.
Auf das 3,5 Liter Grundmodell folgten ein 3,2-Liter mit kleinerer Bohrung, ein 4,0 Liter mit größerem Hub und ein 2,7 Liter. Der 2,7-Liter-Motor nimmt eine Sonderstellung ein. Die Abmessungen des Motors wurden verkleinert und er hat zwei Nockenwellen je Zylinderkopf statt nur einer.
| Bauart   | Hubraum        | Bohrung × Hub | Bauzeit   |      |
| V6-Motor | 2.7 (2736 cm³) | 86 × 78,5 mm  | 1998–2010 | DOHC |
| V6-Motor | 3.2 (3231 cm³) | 92 × 81 mm    | 1998–2001 |      |
| V6-Motor | 3.5 (3518 cm³) | 96 × 81 mm    | 1993–2010 |      |
| V6-Motor | 4.0 (3952 cm³) | 96 × 91 mm    | 2007–2011 |      |

### Pentastar
Im März 2010 stellte Chrysler eine neue Motorenfamilie vor, die 2011 den Handel erreichte. Diese Motorenfamilie sollte alle bisherigen V6-Motoren ersetzen, was deutliche Einsparungen ermöglicht. Laut Chrysler sinkt die Anzahl an Haupt-Motorenkomponenten durch diesen Schritt von 189 auf nur noch 32. Als Name war ursprünglich Phoenix geplant, dieser Name war jedoch bereits markenrechtlich geschützt.
Wie bereits bei den Vorgängern hat der Pentastar sechs Zylinder in V-Anordnung mit 60° Zylinderbankwinkel und einen Zylinderdurchmesser von 96 mm. Doch damit enden die Gemeinsamkeiten, der neue Motor ist deutlich kompakter, leichter und sparsamer. Allein der Hochdruck-Aluminiumguss-Motorblock soll 20 pound (9 kg) leichter sein. Mit einer Baulänge von 503 mm ist der Pentastar 34 mm kürzer als der LH 3.5 V6 und 94 mm kürzer als der PowerTech V6. Er hat vier obenliegende Nockenwellen, vier Ventile pro Zylinder und engen Ventilwinkel. Der Abgaskrümmer ist in den Zylinderkopf integriert.

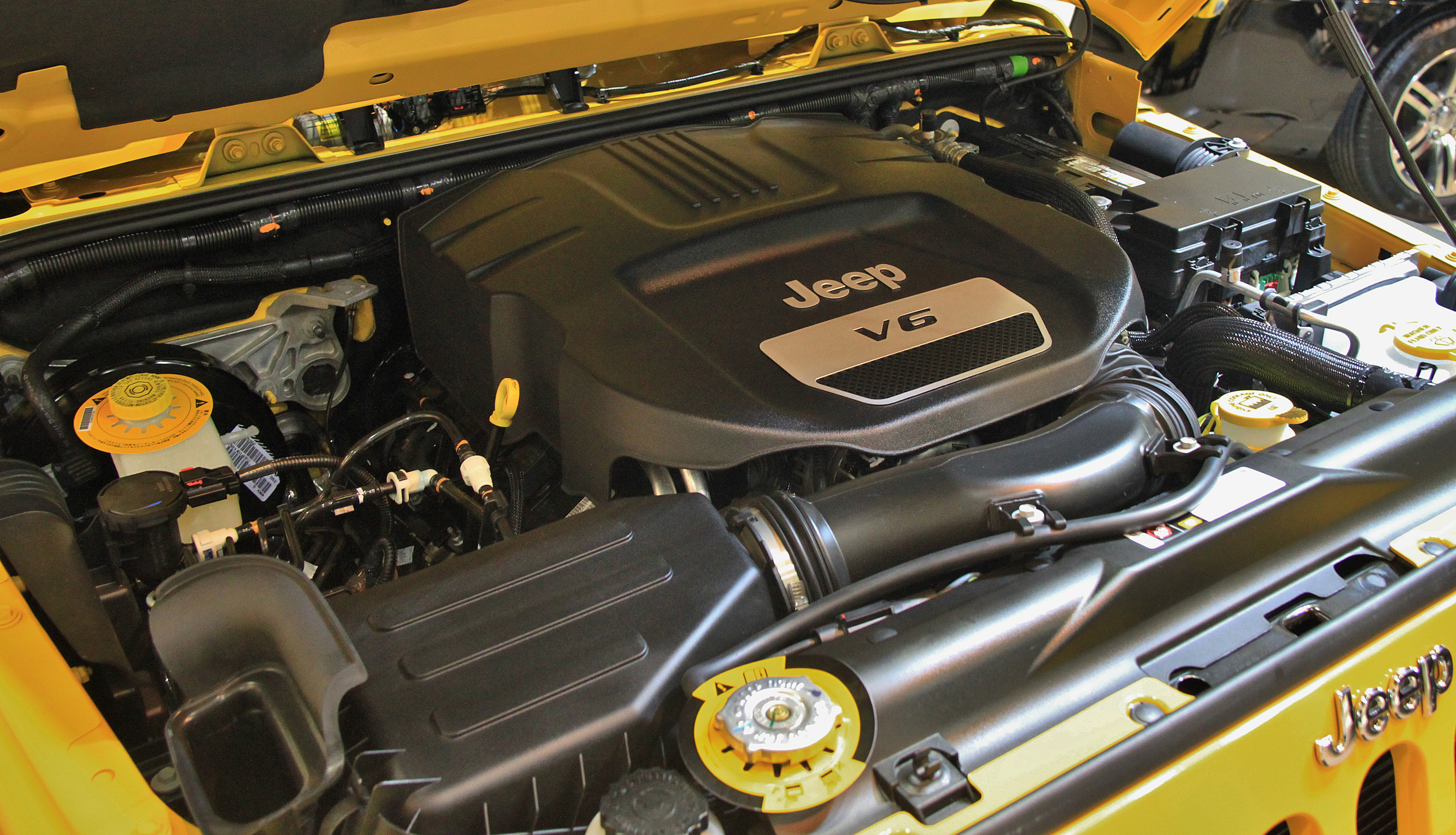
Der Pentastar in einem Jeep Wrangler

Die Motoren wurden für 2016 überarbeitet und mit variabler Ventilsteuerung ausgestattet. In den nächsten Jahren soll der Pentastar auch mit Turboaufladung ausgestattet werden.
| Bauart   | Hubraum        | Bohrung × Hub | Bauzeit   |
| -------- | -------------- | ------------- | --------- |
| V6-Motor | 3.2 (3239 cm³) | 91 × 83 mm    | seit 2014 |
| V6-Motor | 3.6 (3604 cm³) | 96 × 83 mm    | seit 2011 |

## V8-Motoren

### Hemi- und Poly-V8 der ersten Generation
Chryslers erster V8-Motor war der sogenannte Hemi, ein Motor mit halbkugelförmigen Brennräumen. Diese Brennraumform erlaubt eine effizientere Verbrennung und große Ventildurchmesser. Der Motor debütierte 1951 im Chrysler Saratoga mit 180 bhp (134 kW), das waren 20 bhp (15 kW) mehr als die Konkurrenz von General Motors zu bieten hatte. Chrysler vertrieb seinen Hemi mit 4.5625 in (115,9 mm) Zylinderabstand als FirePower für die Marken Chrysler und Imperial.
| Bauart   | Hubraum            | Bohrung × Hub                      | Bauzeit   | Bemerkung |
| -------- | ------------------ | ---------------------------------- | --------- | --------- |
| V8-Motor | 331 CID (5432 cm³) | 3.8125 × 3.625 in (96,8 × 92,1 mm) | 1951–1955 |           |
| V8-Motor | 354 CID (5787 cm³) | 3.9375 × 3.625 in (100 × 92,1 mm)  | 1956–1959 |           |
| V8-Motor | 392 CID (6435 cm³) | 4 × 3.906 in (101,6 × 99,2 mm)     | 1957–1958 |           |

Die Marke DeSoto baute eigene Hemi-Motoren unter dem Namen FireDome. Diese hatten einen geringeren Zylinderabstand von 4.3125 in (109,5 mm).
| Bauart   | Hubraum            | Bohrung × Hub                     | Bauzeit   | Bemerkung |
| -------- | ------------------ | --------------------------------- | --------- | --------- |
| V8-Motor | 276 CID (4524 cm³) | 3.625 × 3.344 in (92,1 × 84,9 mm) | 1952–1954 |           |
| V8-Motor | 291 CID (4765 cm³) | 3.72 × 3.344 in (94,5 × 84,9 mm)  | 1955      |           |
| V8-Motor | 330 CID (5414 cm³) | 3.72 × 3.8 in (94,5 × 96,5 mm)    | 1956      |           |
| V8-Motor | 341 CID (5590 cm³) | 3.78 × 3.8 in (96 × 96,5 mm)      | 1956–1957 |           |
| V8-Motor | 345 CID (5650 cm³) | 3.8 × 3.8 in (96,5 × 96,5 mm)     | 1957      |           |

Der Red Ram für Dodge war der kleinste Motor der ersten Hemi Generation. Er hatte nur einen Zylinderabstand von 4.1875 in (106,4 mm). Obwohl der Dodge-Hemi technisch sehr ähnlich war, teilte er keine wichtige Komponente mit den Hemis von Chrysler und DeSoto, oder den V8 der A-Serie.
| Bauart   | Hubraum            | Bohrung × Hub                     | Bauzeit   | Bemerkung          |
| -------- | ------------------ | --------------------------------- | --------- | ------------------ |
| V8-Motor | 241 CID (3954 cm³) | 3.4375 × 3.25 in (87,3 × 82,6 mm) | 1953–1954 |                    |
| V8-Motor | 268 CID (4397 cm³) | 3.625 × 3.25 in (92,1 × 82,6 mm)  | 1955–1956 | Als 270 vermarktet |
| V8-Motor | 314 CID (5141 cm³) | 3.625 × 3.8 in (92,1 × 96,5 mm)   | 1956      | Als 315 vermarktet |
| V8-Motor | 325 CID (5320 cm³) | 3.6875 × 3.8 in (93,7 × 96,5 mm)  | 1957      |                    |

Auf Basis dieser ersten Generation der Hemi-Motoren gab es noch Motoren mit simplerem, polysphärischem Brennraum. Die Hemi-Motoren waren zwar leistungsstark und bei den Kunden beliebt, doch aufwändig zu fertigen. Zu Beginn, als V8-Motoren den Luxus-Fahrzeugen von Chrysler oder Imperial vorbehalten waren, stellte das kein größeres Problem dar. Doch als auch kleinere Fahrzeuge mit V8 ausgestattet wurden und vor allem für die Massen an Fahrzeugen die Plymouth produzierte war der Bauaufwand nicht zu rechtfertigen. Die Poly genannten Motoren setzen darum auf einen simpleren, der Form eines Satteldachs ähnlicheren Brennraum und einen vereinfachten Ventiltrieb. Doch auch diese Bauform war noch zu komplex, so dass die Poly-Motoren nach nur kurzer Bauzeit ersetzt wurden. Für beide Serien war 1958 das letzte Jahr, sie wurden durch die Motoren der A- und B-Serie ersetzt.
| Bauart   | Hubraum            | Bohrung × Hub                      | Bauzeit   | Basis-Motor   | Bemerkung          |
| -------- | ------------------ | ---------------------------------- | --------- | ------------- | ------------------ |
| V8-Motor | 241 CID (3954 cm³) | 3.4375 × 3.25 in (87,3 × 82,6 mm)  | 1955      | Dodge Red Ram |                    |
| V8-Motor | 259 CID (4247 cm³) | 3.5625 × 3.25 in (90,5 × 82,6 mm)  | 1955      | Dodge Red Ram | Als 260 vermarktet |
| V8-Motor | 268 CID (4397 cm³) | 3.625 × 3.25 in (92,1 × 82,6 mm)   | 1956      | Dodge Red Ram | Als 270 vermarktet |
| V8-Motor | 314 CID (5141 cm³) | 3.625 × 3.8 in (92,1 × 96,5 mm)    | 1956      | Dodge Red Ram | Als 315 vermarktet |
| V8-Motor | 325 CID (5320 cm³) | 3.6875 × 3.8 in (93,7 × 96,5 mm)   |           | Dodge Red Ram |                    |
| V8-Motor | 299 CID (4905 cm³) | 3.625 × 3.625 in (92,1 × 92,1 mm)  | 1955–1958 | Chrysler      | Als 301 vermarktet |
| V8-Motor | 331 CID (5432 cm³) | 3.8125 × 3.625 in (96,8 × 92,1 mm) | 1955–1958 | Chrysler      |                    |
| V8-Motor | 354 CID (5787 cm³) | 3.9375 × 3.625 in (100 × 92,1 mm)  | 1955–1958 | Chrysler      |                    |

### A-Serie
Die Smallblock V8-Motoren von Chrysler wurden 1956 als A-Serie eingeführt. Man setzte auf einen aus mehreren Flächen zusammengesetzten (polysphärischen) Brennraum, der näher an der Halbkugelform liegt als der bei V8-Motoren oft verwendete keilförmige Brennraum. Anders als die Poly genannten Vorgänger (siehe oben), basiert die A-Serie allerdings nicht auf den Hemi-Motoren, es handelt sich um eine völlig neue Konstruktion.
Erster Motor war der 4,5 Liter, der allerdings schon nach kurzer Zeit durch hubraumstärkere Varianten ergänzt und ersetzt wurde. 1957 gab es ein Hochleistungspaket für den 5,2-Liter, das einen Doppel-Registervergaser enthielt und den Motor auf 290 bhp (213 kW) brachte. Damit war er der stärkste Motor der A-Serie. Für Besitzer von Hot Rods war die alte A-Serie aber nicht die erste Wahl, da es kaum leistungssteigernde Teile – wie Nockenwellen, Ansaugkrümmer und Zylinderköpfe – gab, wie sie ohne Probleme für nachfolgenden „LA“-Maschinen (1967–1991) verfügbar waren.
| Bauart   | Hubraum            | Bohrung × Hub                    | Bauzeit   |
| -------- | ------------------ | -------------------------------- | --------- |
| V8-Motor | 277 CID (4532 cm³) | 3.75 × 3.13 in (95,3 × 79,5 mm)  | 1956–1957 |
| V8-Motor | 301 CID (4927 cm³) | 3.91 × 3.13 in (99,3 × 79,5 mm)  | 1957      |
| V8-Motor | 303 CID (4947 cm³) | 3.81 × 3.31 in (96,8 × 84,1 mm)  | 1956–1957 |
| V8-Motor | 318 CID (5210 cm³) | 3.91 × 3.31 in (99,3 × 84,1 mm)  | 1957–1966 |
| V8-Motor | 326 CID (5317 cm³) | 3.88 × 3.31 in (100,3 × 84,1 mm) | 1959      |

### LA-Serie
Für den Einsatz im Plymouth Valiant bauten die Motoren der A-Serie jedoch zu hoch. Auch waren die Motoren immer noch verhältnismäßig teuer und aufwändig zu produzieren, weshalb sie schrittweise von der LA-Serie ersetzt wurden. Die Bezeichnung sorgte jedoch für Verwirrung, da die LA-Motoren teils ebenfalls als A-Motoren bezeichnet wurden. Die kleinere Bauform spiegelt sich im Namen wider, LA steht für „Lightweight A-Series“ (leichte A-Serie). Die Brennräume waren nun keilförmig wie bei der Konkurrenz, die Zündkerzen wanderten weiter nach oben und waren nun oberhalb des Auspuffkrümmers platziert. Durch die Änderungen wurden die Zylinderköpfe wesentlich kleiner und einfacher zu fertigen.
Die LA-Serie wurde 1964 eingeführt, wieder zuerst mit einem ersten Motor von 4,5 Litern. Zwar hatte die LA-Serie den gleichen Zylinderabstand von 4,46 in (113,3 mm), doch der 4,5 Liter setzte auf die langhubigere Kurbelwelle der größeren Motoren der A-Serie. Daraufhin folgten 1967 der 5,2 Liter und 1968 der 5,6 Liter, der sich zu einem der beliebtesten Motoren für leistungshungrige Kunden entwickelte, durch seine Mischung von großem Hubraum bei verhältnismäßig kleinem Hub.
1970 erreichte der 5,6-Liter seine höchste Leistung mit Sechsfachvergaser, einem Block mit dickeren Zylinderwänden, speziell bearbeiteten Zylinderköpfen, einstellbaren Kipphebeln und besonderen Ansaugkrümmern. Doch durch neue Emissionsschutzrichtlinien 1972 musste die Verdichtung von 10,4 : 1 auf 8,5 : 1 gesenkt werden und die Ölkrise 1973 sorgte dann für das Ende des 5,6 Liters. Auch die Bigblocks der B-Serie hatten keine lange Produktionszeit mehr vor sich, die kleineren Versionen hatten bereits Mitte der 1960er-Jahre eine Lücke hinterlassen, die ein neuer, günstiger LA-Motor füllen sollte. Mehr Hub sorgte im 5,9 Liter für den erwünschten Zuwachs an Hubraum und Drehmoment, was ihn auch im Polizeieinsatz beliebt machte.
Magnum
Eine weitere Überarbeitung führte 1993 zur Magnum-Serie, die bis 2003 im Programm blieb. Zwar wurde das Grundkonzept der LA-Serie übernommen, doch vor allem am Zylinderkopf deutlich überarbeitet um neue Abgasnormen zu erfüllen. Auch wurde eine Benzineinspritzung statt eines Vergasers verbaut. Neu war ein V10 für die zweite Generation des Dodge Ram Pick-ups, dieser Motor unterscheidet sich jedoch von dem in der Dodge Viper verbauten.
| Bauart    | Hubraum            | Bohrung × Hub                    | LA-Serie  | Magnum    |
| --------- | ------------------ | -------------------------------- | --------- | --------- |
| V8-Motor  | 273 CID (4788 cm³) | 3.625 × 3.31 in (92,1 × 84,1 mm) | 1964–1969 |           |
| V8-Motor  | 318 CID (5210 cm³) | 3.91 × 3.31 in (99,3 × 84,1 mm)  | 1967–1991 | 1992–2003 |
| V8-Motor  | 340 CID (5563 cm³) | 4.04 × 3.31 in (102,6 × 84,1 mm) | 1968–1973 |           |
| V8-Motor  | 360 CID (5898 cm³) | 4.00 × 3.58 in (101,6 × 90,9 mm) | 1971–1992 | 1993–2003 |
| V6-Motor  | 239 CID (3908 cm³) | 3.91 × 3.31 in (99,3 × 84,1 mm)  | 1987–1991 | 1992–2003 |
| V10-Motor | 488 CID (7990 cm³) | 4.00 × 3.88 in (101,6 × 98,6 mm) |           | 1994–2003 |

### Bigblock und Hemi der zweiten Generation
Chryslers Bigblocks wurden der B-Serie zugeordnet. Wie bei der LA-Serie wurden keilförmige Brennräume verwendet, da die überlegene Hemi-Form als zu komplex erachtet wurde. Die einfacheren Poly-Zylinderköpfe dagegen hatten kaum Vorteile gegenüber noch einfacheren Motoren mit keilförmigen Brennräumen. Um trotzdem leistungsfähige Motoren herstellen zu können, wurde ein besonders großer Zylinderabstand von 4.8 in (121,9 mm) gewählt. Der 383 CID-Motor war der wichtigste Sportmotor der Chrysler Corporation in der anbrechenden Muscle-Car-Ära.
| Bauart   | Hubraum            | Bohrung × Hub                     | Bauzeit   |
| -------- | ------------------ | --------------------------------- | --------- |
| V8-Motor | 350 CID (5737 cm³) | 4.06 × 3.38 in (103,1 × 85,9 mm)  | 1959      |
| V8-Motor | 361 CID (5922 cm³) | 4.125 × 3.38 in (104,8 × 85,9 mm) | 1958–1966 |
| V8-Motor | 383 CID (6286 cm³) | 4.25 × 3.38 in (108 × 85,9 mm)    | 1959–1971 |
| V8-Motor | 400 CID (7206 cm³) | 4.34 × 3.38 in (110,2 × 85,9 mm)  | 1972–1978 |

Um den Hub weiter vergrößern zu können, ergänzte bald die „Raised Deck B-Serie“ (höherer Motorblock), kurz RB-Serie, das Sortiment. Zur damaligen Zeit waren für NASCAR-Rennmotoren bis zu 7 Liter Hubraum erlaubt (entspricht etwa 427 CID). Der Bigblock erlaubte damals noch keine größere Bohrung als 4,25 in, weshalb ein größerer Hub als bei der B-Serie nötig war. Mit der RB-Serie wurden die notwendigen Voraussetzungen für den Renneinsatz geschaffen. Erst die Entwicklung besserer Gussverfahren für dünne Zylinderwände erlaubte noch größere Bohrungsdurchmesser. Damit wurde der 440-CID-Motor für die Kunden eine Alternative zum Hemi der zweiten Generation.
| Bauart   | Hubraum            | Bohrung × Hub                    | Bauzeit   |
| -------- | ------------------ | -------------------------------- | --------- |
| V8-Motor | 383 CID (6271 cm³) | 4.03 × 3.75 in (102,4 × 95,3 mm) | 1959–1960 |
| V8-Motor | 413 CID (6771 cm³) | 4.19 × 3.75 in (106,4 × 95,3 mm) | 1959–1965 |
| V8-Motor | 426 CID (6974 cm³) | 4.25 × 3.75 in (108 × 95,3 mm)   | 1959–1965 |
| V8-Motor | 440 CID (7206 cm³) | 4.32 × 3.75 in (109,7 × 95,3 mm) | 1965–1978 |

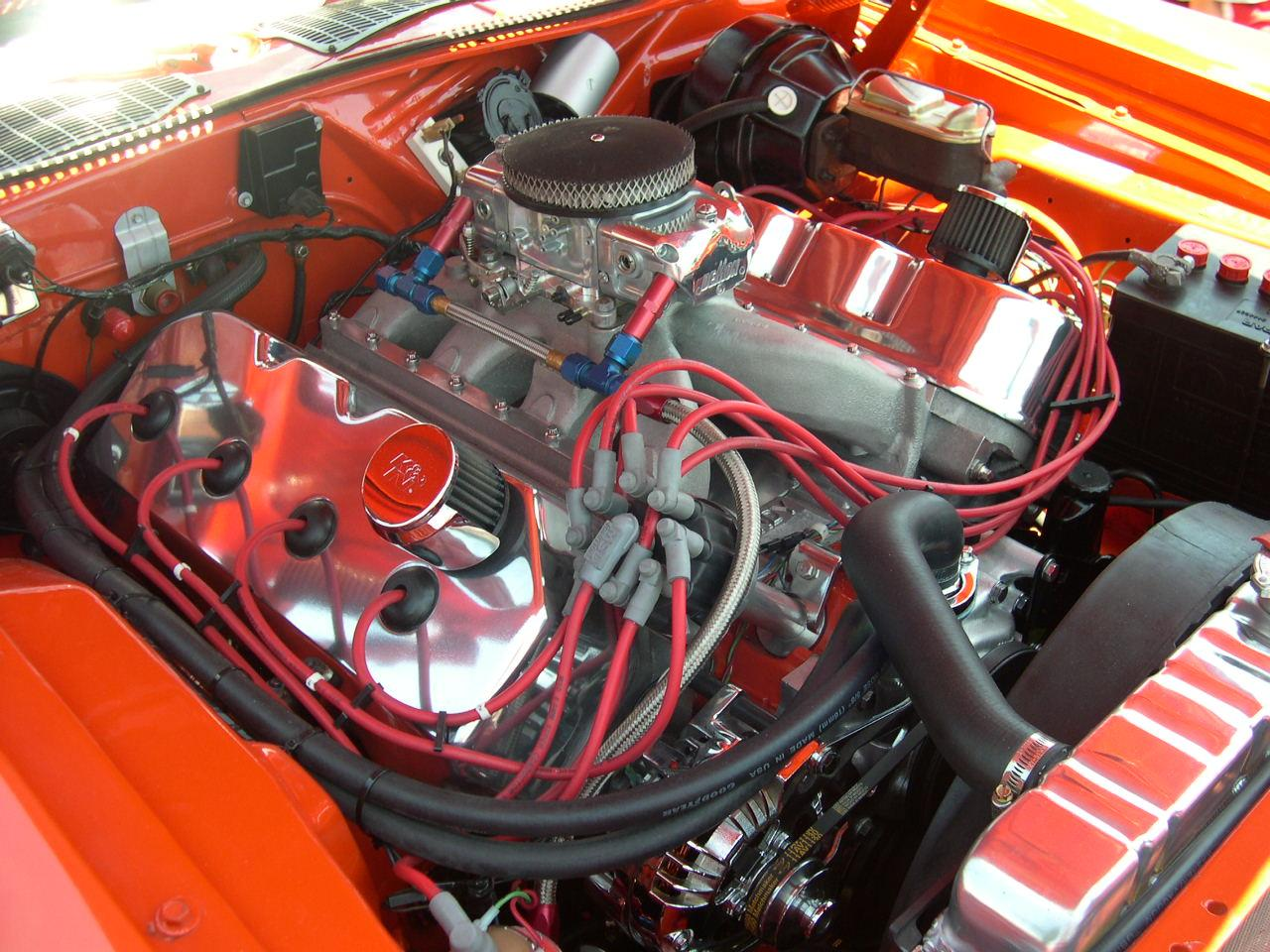
'Cuda von 1971 mit Hemi V8

1964 kehrte der Hemi zurück, nun auch als offizielle Verkaufsbezeichnung. Er war als reine Rennversion für NASCAR-Rennen gedacht, erst als die Verwendung von Straßenversionen gefordert wurde, brachte Chrysler den Street Hemi auf den Markt. Der Motor wurde aufgrund der hohen Leistung, der Größe und des hohen Gewichts auch „elephant engine“ genannt. Er basierte zu großen Teilen auf dem Bigblock der RB-Serie, von dem Chrysler die Grundabmessungen übernahm.
| Bauart   | Hubraum            | Bohrung × Hub                  | Bauzeit   |
| -------- | ------------------ | ------------------------------ | --------- |
| V8-Motor | 426 CID (6974 cm³) | 4.25 × 3.75 in (108 × 95,3 mm) | 1964–1971 |

### PowerTech
1999 kam die PowerTech-Motorenfamilie, auch bekannt als Next Generation Magnum, erstmals auf den Markt. Es war Chryslers erste komplett neue Motorenfamilie seit der Einführung der B-Serie 41 Jahre zuvor. Von den Vorgängern wurde nahezu nichts übernommen, der PowerTech war deutlich kleiner. Der Zylinderabstand sank auf 103,9 mm (LA-Serie 113,3 mm). Der Motor verfügte über einen Aluminium-Motorblock, Kunststoff-Ansaugstutzen und gecrackte Pleuel. Statt einer Ventilsteuerung über Stoßstangen setzt der PowerTech auf eine obenliegende Nockenwelle je Zylinderbank. Später folgte noch ein V6, doch beide Motoren waren Geländewagen und Pick-ups vorbehalten.
| Bauart   | Hubraum        | Bohrung × Hub | Bauzeit   |
| -------- | -------------- | ------------- | --------- |
| V8-Motor | 4.7 (4698 cm³) | 93 × 86,5 mm  | 1999–2013 |
| V6-Motor | 3.7 (3701 cm³) | 93 × 91 mm    | 2002–2013 |

### Hemi der dritten Generation
Als Chrysler klar wurde, dass die bisherigen V8-Motoren der PowerTech und LA-Serie in naher Zukunft von Produkten der Konkurrenz abgehängt werden würden, begann die Entwicklung eines Nachfolgemodells. Verschiedene Alternativen wurden untersucht, bis die Rückkehr des Namens Hemi beschlossen wurde. Erster Hemi der dritten Generation wurde der 5,7 Liter, der nicht nur kleiner und stärker, sondern auch günstiger zu fertigen als seine Vorgänger sein soll.
Das bisherige Bauprinzip von möglichst perfekt halbkugelförmigen Brennräumen wurde jedoch zugunsten einer komplexeren Form aufgegeben. Die Nockenwelle wanderte weit nach oben im Grauguss-Motorblock um die nötigen Stoßstangen möglichst kurz zu halten. Da bei zwei möglichst großen Ventilen pro Zylinder die Zündkerze nicht optimal mittig im Brennraum sitzen kann, verfügt der Hemi der dritten Generation über zwei Zündkerzen je Zylinder.
Auf den 5,7 Liter folgten die leistungsstärkeren 6,1 Liter und 6,4 Liter Motoren. Der 6,4 Liter ist auch bekannt als Apache oder 392, diese Zahl gibt den Hubraum in Kubikzoll wieder. 2009 wurde der Hemi überarbeitet und erhielt variable Ventilsteuerung, variable Saugrohre und Zylinderabschaltung.

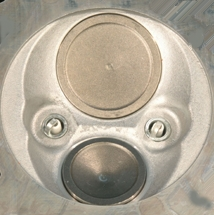
Brennraum mit zwei Zündkerzen

2015 erschien eine weitere Hemi-Variante auf dem Markt, der erste Kompressorgeladene V8-Motor Chryslers. Mit 520 kW handelt es sich auch um den bis dahin stärksten Motor Chryslers. Entwickelt wurde er für den Einsatz in den Muscle-Cars Dodge Charger SRT Hellcat und Dodge Challenger SRT Hellcat. Im Vergleich zum 6,4 Liter wurde der Hub verringert, um die Kurbelwelle zu stärken. Nach Angaben von Dodge dreht der Kompressor mit bis zu 14.600 Umdrehungen pro Minute, um ihn anzutreiben benötigt der Motor 60 kW. Eine noch stärkere Variante dieses Motors folgte 2017 unter dem Namen Demon.
| Bauart   | Hubraum        | Bohrung × Hub   | Bauzeit   |
| -------- | -------------- | --------------- | --------- |
| V8-Motor | 5.7 (5654 cm³) | 99,5 × 90,9 mm  | seit 2003 |
| V8-Motor | 6.1 (6058 cm³) | 103 × 90,9 mm   | 2005–2010 |
| V8-Motor | 6.2 (6166 cm³) | 103,9 × 90,9 mm | seit 2015 |
| V8-Motor | 6.4 (6407 cm³) | 103,9 × 94,6 mm | seit 2005 |